# Jessore flygplats
Jessore flygplats är en flygplats i Bangladesh. Den ligger i den centrala delen av landet, 140 km väster om huvudstaden Dhaka. Jessore flygplats ligger 6 meter över havet.
Terrängen runt Jessore flygplats är mycket platt. Runt Jessore flygplats är det mycket tätbefolkat, med 1 632 invånare per kvadratkilometer.. Närmaste större samhälle är Jessore, 5,6 km öster om Jessore flygplats.
Trakten runt Jessore flygplats består till största delen av jordbruksmark.